# Équipe du Brésil féminine de basket-ball
Cet article traite de l'équipe féminine. Pour l'équipe masculine, voir Équipe du Brésil masculine de basket-ball.
Maillots
L’équipe du Brésil féminine de basket-ball représente la Confédération brésilienne de basket-ball lors des compétitions internationales, notamment aux Jeux olympiques d'été et à la coupe du monde.
Cette formation participe au Championnat du monde féminin de basket-ball 2006.

## Résultats

### Palmarès
| Compétitions mondiales                                                                                                 | Compétitions continentales |
| --- | --- |
| - Jeux olympiques - Finaliste en 1996 - Troisième en 2000 - Coupe du monde (1) - Vainqueur en 1994 - Troisième en 1971 | - Coupe des Amériques (6) - Vainqueur en 1997, 2001, 2003, 2009, 2011 et 2023 - Finaliste en 1989, 1993, 1999, 2005 et 2025 - Troisième en 2007, 2013, 2019 et 2021 - Championnat d'Amérique du Sud (26) - Vainqueur en 1954, 1965, 1967, 1968, 1970, 1972, 1974, 1978, 1981, 1986, 1989, 1991, 1993, 1995, 1997, 1999, 2001, 2003, 2005, 2006, 2008, 2010, 2013, 2014, 2016 et 2022 - Finaliste en 1946, 1952, 1960, 1977, 1984, 2018 et 2024 - Troisième en 1956 et 1962 - Jeux panaméricains (5) - Vainqueur en 1967, 1971, 1991, 2019 et 2023 - Finaliste en 1959, 1963, 1987 et 2007 - Troisième en 1955, 1983, 2003 et 2011 |

### Parcours en compétitions internationales

#### Jeux olympiques
| Année | Position      |      | Année     | Position |               | Année | Position |
| 1976  | Non qualifiée | 1996 | Finaliste | 2016     | 11e           |       |          |
| 1980  | Non qualifiée | 2000 | Troisième | 2020     | Non qualifiée |       |          |
| 1984  | Non qualifiée | 2004 | 4e        | 2024     | Non qualifiée |       |          |
| 1988  | Non qualifiée | 2008 | 11e       | 2028     | -             |       |          |
| 1992  | 7e            | 2012 | 9e        | 2032     | -             |       |          |

#### Coupe du monde
| Année | Position      |      | Année     | Position |               | Année | Position |
| 1953  | 4e            | 1979 | 12e       | 2006     | 4e            |       |          |
| 1957  | 4e            | 1983 | 5e        | 2010     | 9e            |       |          |
| 1959  | Non qualifiée | 1986 | 11e       | 2014     | 11e           |       |          |
| 1964  | 5e            | 1990 | 10e       | 2018     | Non qualifiée |       |          |
| 1967  | 8e            | 1994 | Vainqueur | 2022     | Non qualifiée |       |          |
| 1971  | Troisième     | 1998 | 4e        | 2026     | -             |       |          |
| 1975  | 6e            | 2002 | 7e        | 2030     | -             |       |          |

#### Coupe des Amériques
| Année | Position      |      | Année     | Position     |           | Année | Position |
| 1989  | Finaliste     | 2005 | Finaliste | 2019         | Troisième |       |          |
| 1993  | Finaliste     | 2007 | Troisième | 2021         | Troisième |       |          |
| 1995  | Non qualifiée | 2009 | Vainqueur | 2023         | Vainqueur |       |          |
| 1997  | Vainqueur     | 2011 | Vainqueur | 2025         | Finaliste |       |          |
| 1999  | Finaliste     | 2013 | Troisième | Pays inconnu | -         |       |          |
| 2001  | Vainqueur     | 2015 | 4e        | Pays inconnu | -         |       |          |
| 2003  | Vainqueur     | 2017 | 4e        | Pays inconnu | -         |       |          |

#### Jeux panaméricains
| Année | Position  |      | Année     | Position |           | Année | Position |
| 1955  | Troisième | 1979 | 4e        | 2007     | Finaliste |       |          |
| 1959  | Finaliste | 1983 | Troisième | 2011     | Troisième |       |          |
| 1963  | Finaliste | 1987 | Finaliste | 2015     | 4e        |       |          |
| 1967  | Vainqueur | 1991 | Vainqueur | 2019     | Vainqueur |       |          |
| 1971  | Vainqueur | 1999 | 4e        | 2023     | Vainqueur |       |          |
| 1975  | 4e        | 2003 | Troisième | 2027     | -         |       |          |